# فهرست کشورها بر پایه مصرف سرانه انرژی

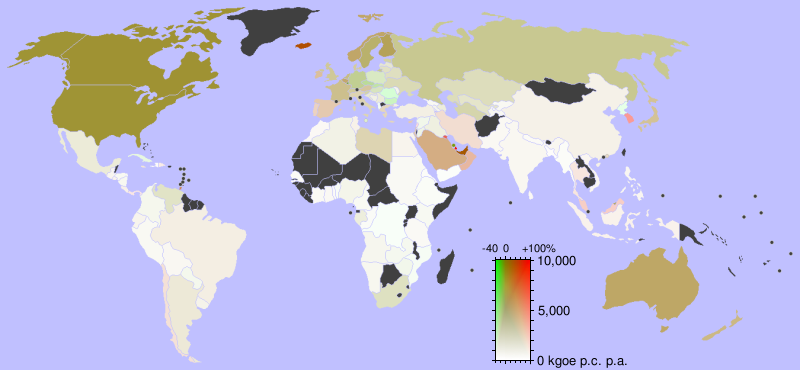
مصرف سرانه انرژی کشورها در سال (2001). رنگ قرمز نشان‌دهنده افزایش، و رنگ سبز نشان‌دهنده کاهش مصرف انرژی می‌باشد.

این فهرست کشورها بر پایه مجموع سرانه مصرف انرژی، توسط موسسه منابع جهانی در سال ۲۰۰۳ منتشر شده است. داده‌ها بر اساس میانگین در کیلوگرم، وات و گیگاژول برابر نفت در هر سال محاسبه شده است.
| کشور                  | مجموع سرانه مصرف انرژی در سال (۲۰۰۳) (kgoe) | به‌همان مقدار سرانه کیلو ژول در سال (۱۰۰۰ kgoe = 42 GJ) | به‌همان مقدار سرانه وات (۱ GJ / = ۳۱٫۷ W) (ضرب ۸٫۷۶۶ کیلووات ساعت/سال) |
| --------------------- | ------------------------------------------- | ------------------------------------------------------ | --------------------------------------------------------------------- |
| آلبانی                | ۶۷۳٫۴                                       | ۲۸٫۲۹                                                  | ۸۹۷٫۱                                                                 |
| الجزایر               | ۱۰۳۷٫۷                                      | ۴۳٫۵۸                                                  | ۱۳۸۱٫۹                                                                |
| آنگولا                | ۶۰۶٫۱                                       | ۲۵٫۴۶                                                  | ۸۰۷٫۳                                                                 |
| آرژانتین              | ۱۵۷۴٫۸                                      | ۶۶٫۱۴                                                  | ۲۰۹۷٫۳                                                                |
| ارمنستان              | ۶۵۹٫۷                                       | ۲۷٫۷۱                                                  | ۸۷۸٫۷                                                                 |
| استرالیا              | ۵۷۲۳٫۳                                      | ۲۴۰٫۳۸                                                 | ۷۶۲۲٫۴                                                                |
| اتریش                 | ۴۰۵۳٫۲                                      | ۱۷۰٫۲۳                                                 | ۵۳۹۸٫۰                                                                |
| جمهوری آذربایجان      | ۱۴۸۰٫۳                                      | ۶۲٫۱۷                                                  | ۱۹۷۱٫۴                                                                |
| بحرین                 | ۱۰۲۵۰٫۵                                     | ۴۳۰٫۵۲                                                 | ۱۳۶۵۱٫۷                                                               |
| بنگلادش               | ۱۶۰٫۹                                       | ۶٫۷۶                                                   | ۲۱۴٫۴                                                                 |
| بلاروس                | ۲۶۳۰٫۹                                      | ۱۱۰٫۵۰                                                 | ۳۵۰۳٫۹                                                                |
| بلژیک                 | ۵۷۰۳٫۴                                      | ۲۳۹٫۵۴                                                 | ۷۵۹۵٫۸                                                                |
| بنین                  | ۳۰۱٫۴                                       | ۱۲٫۶۶                                                  | ۴۰۱٫۴                                                                 |
| بولیوی                | ۵۰۳٫۸                                       | ۲۱٫۱۶                                                  | ۶۷۱٫۰                                                                 |
| بوسنی و هرزگوین       | ۱۱۳۵٫۱                                      | ۴۷٫۶۷                                                  | ۱۵۱۱٫۶                                                                |
| بوتسوانا              | ۱۰۴۹٫۲                                      | ۴۴٫۰۷                                                  | ۱۳۹۷٫۵                                                                |
| برزیل                 | ۱۰۶۷٫۶                                      | ۴۴٫۸۴                                                  | ۱۴۲۱٫۹                                                                |
| برونئی                | ۷۴۸۵٫۱                                      | ۳۱۴٫۳۷                                                 | ۹۹۶۸٫۶                                                                |
| بلغارستان             | ۲۵۰۸                                        | ۱۰۵٫۳۴                                                 | ۳۳۴۰٫۳                                                                |
| کامرون                | ۴۳۴٫۱                                       | ۱۸٫۲۳                                                  | ۵۷۸٫۱                                                                 |
| کانادا                | ۸۳۰۰٫۷                                      | ۳۴۸٫۶۳                                                 | ۱۱۰۵۵٫۰                                                               |
| ساحل عاج              | ۳۷۸٫۸                                       | ۱۵٫۹۱                                                  | ۵۰۴٫۵                                                                 |
| شیلی                  | ۱۶۵۲٫۲                                      | ۶۹٫۳۹                                                  | ۲۲۰۰٫۳                                                                |
| چین                   | ۱۱۳۸٫۳                                      | ۴۷٫۸۱                                                  | ۱۵۱۶٫۰                                                                |
| کلمبیا                | ۶۳۶٫۹                                       | ۲۶٫۷۵                                                  | ۸۴۸٫۲                                                                 |
| جمهوری کنگو           | ۲۷۲٫۷                                       | ۱۱٫۴۵                                                  | ۳۶۳٫۱                                                                 |
| جمهوری دموکراتیک کنگو | ۲۹۶٫۲                                       | ۱۲٫۴۴                                                  | ۳۹۴٫۵                                                                 |
| کاستاریکا             | ۸۷۹٫۹                                       | ۳۶٫۹۶                                                  | ۱۱۷۲٫۰                                                                |
| کرواسی                | ۱۹۴۱٫۵                                      | ۸۱٫۵۴                                                  | ۲۵۸۵٫۶                                                                |
| کوبا                  | ۹۳۵٫۱                                       | ۳۹٫۲۷                                                  | ۱۲۴۵٫۲                                                                |
| قبرس                  | ۳۲۸۱٫۱                                      | ۱۳۷٫۸۱                                                 | ۴۳۶۹٫۹                                                                |
| جمهوری چک             | ۴۳۱۹٫۳                                      | ۱۸۱٫۴۱                                                 | ۵۷۵۲٫۵                                                                |
| دانمارک               | ۳۸۳۲٫۸                                      | ۱۶۰٫۹۸                                                 | ۵۱۰۴٫۶                                                                |
| جمهوری دومینیکن       | ۹۲۲٫۴                                       | ۳۸٫۷۴                                                  | ۱۲۲۸٫۴                                                                |
| اکوادور               | ۷۸۱٫۵                                       | ۳۲٫۸۲                                                  | ۱۰۴۰٫۷                                                                |
| مصر                   | ۷۶۱٫۳                                       | ۳۱٫۹۷                                                  | ۱۰۱۳٫۸                                                                |
| السالوادور            | ۶۸۳٫۲                                       | ۲۸٫۶۹                                                  | ۹۰۹٫۸                                                                 |
| اریتره                | ۱۹۹٫۳                                       | ۸٫۳۷                                                   | ۲۶۵٫۴                                                                 |
| استونی                | ۳۶۷۲٫۴                                      | ۱۵۴٫۲۴                                                 | ۴۸۹۰٫۹                                                                |
| اتیوپی                | ۲۷۷٫۹                                       | ۱۱٫۶۷                                                  | ۳۷۰٫۱                                                                 |
| فنلاند                | ۷۲۱۸٫۱                                      | ۳۰۳٫۱۶                                                 | ۹۶۱۳٫۱                                                                |
| فرانسه                | ۴۵۱۸٫۴                                      | ۱۸۹٫۷۷                                                 | ۶۰۱۷٫۶                                                                |
| گابن                  | ۱۲۴۸٫۷                                      | ۵۲٫۴۵                                                  | ۱۶۶۳٫۲                                                                |
| گرجستان               | ۶۰۰٫۷                                       | ۲۵٫۲۳                                                  | ۸۰۰٫۰                                                                 |
| آلمان                 | ۴۲۰۳٫۱                                      | ۱۷۶٫۵۳                                                 | ۵۵۹۷٫۷                                                                |
| غنا                   | ۴۰۰٫۲                                       | ۱۶٫۸۱                                                  | ۵۳۳٫۰                                                                 |
| جبل طارق              | ۵۱۰۴٫۶                                      | ۲۱۴٫۳۹                                                 | ۶۷۹۸٫۳                                                                |
| یونان                 | ۲۶۹۸٫۶                                      | ۱۱۳٫۳۴                                                 | ۳۵۹۴٫۰                                                                |
| گواتمالا              | ۶۰۷٫۹                                       | ۲۵٫۵۳                                                  | ۸۰۹٫۶                                                                 |
| هائیتی                | ۲۷۰                                         | ۱۱٫۳۴                                                  | ۳۵۹٫۶                                                                 |
| هندوراس               | ۵۲۱٫۹                                       | ۲۱٫۹۲                                                  | ۶۹۵٫۱                                                                 |
| هنگ کنگ               | ۲۳۹۸٫۹                                      | ۱۰۰٫۷۵                                                 | ۳۱۹۴٫۸                                                                |
| مجارستان              | ۲۵۹۵٫۲                                      | ۱۰۹٫۰۰                                                 | ۳۴۵۶٫۴                                                                |
| ایسلند                | ۱۱۷۱۸٫۱                                     | ۴۹۲٫۱۶                                                 | ۱۵۶۰۶٫۳                                                               |
| هند                   | ۵۱۲٫۴                                       | ۲۱٫۵۲                                                  | ۶۸۲٫۴                                                                 |
| اندونزی               | ۷۵۷٫۴                                       | ۳۱٫۸۱                                                  | ۱۰۰۸٫۷                                                                |
| ایران                 | ۲۰۳۴٫۱                                      | ۸۵٫۴۳                                                  | ۲۷۰۹٫۰                                                                |
| عراق                  | ۹۵۰٫۶                                       | ۳۹٫۹۳                                                  | ۱۲۶۶٫۲                                                                |
| جمهوری ایرلند         | ۳۷۶۱٫۳                                      | ۱۵۷٫۹۷                                                 | ۵۰۰۹٫۲                                                                |
| اسرائیل               | ۳۱۸۷٫۹                                      | ۱۳۳٫۸۹                                                 | ۴۲۴۵٫۶                                                                |
| ایتالیا               | ۳۱۲۷٫۲                                      | ۱۳۱٫۳۴                                                 | ۴۱۶۴٫۸                                                                |
| جامائیکا              | ۱۵۴۵٫۱                                      | ۶۴٫۸۹                                                  | ۲۰۵۷٫۶                                                                |
| ژاپن                  | ۴۰۴۰٫۴                                      | ۱۶۹٫۷۰                                                 | ۵۳۸۱٫۲                                                                |
| اردن                  | ۱۰۲۲٫۴                                      | ۴۲٫۹۴                                                  | ۱۳۶۱٫۶                                                                |
| قزاقستان              | ۳۳۵۹                                        | ۱۴۱٫۰۸                                                 | ۴۴۷۳٫۶                                                                |
| کنیا                  | ۴۸۱٫۲                                       | ۲۰٫۲۱                                                  | ۶۴۰٫۹                                                                 |
| کره شمالی             | ۸۹۴٫۱                                       | ۳۷٫۵۵                                                  | ۱۱۹۰٫۷                                                                |
| کره جنوبی             | ۴۳۴۶٫۵                                      | ۱۸۲٫۵۵                                                 | ۵۷۸۸٫۶                                                                |
| کویت                  | ۹۰۷۶                                        | ۳۸۱٫۱۹                                                 | ۱۲۰۸۷٫۵                                                               |
| قرقیزستان             | ۵۲۰٫۵                                       | ۲۱٫۸۶                                                  | ۶۹۳٫۲                                                                 |
| لتونی                 | ۱۸۸۸٫۷                                      | ۷۹٫۳۳                                                  | ۲۵۱۵٫۵                                                                |
| لبنان                 | ۱۷۰۰٫۱                                      | ۷۱٫۴۰                                                  | ۲۲۶۴٫۱                                                                |
| لیبی                  | ۳۲۰۳٫۲                                      | ۱۳۴٫۵۳                                                 | ۴۲۶۵٫۹                                                                |
| لیتوانی               | ۲۶۲۹٫۲                                      | ۱۱۰٫۴۳                                                 | ۳۵۰۱٫۷                                                                |
| لوکزامبورگ            | ۹۴۰۸٫۸                                      | ۳۹۵٫۱۷                                                 | ۱۲۵۳۰٫۸                                                               |
| مقدونیه شمالی         | ۱۳۱۳٫۹                                      | ۵۵٫۱۸                                                  | ۱۷۴۹٫۷                                                                |
| مالزی                 | ۲۳۱۸٫۴                                      | ۹۷٫۳۷                                                  | ۳۰۸۷٫۶                                                                |
| مالت                  | ۲۲۴۲                                        | ۹۴٫۱۶                                                  | ۲۹۸۵٫۸                                                                |
| مکزیک                 | ۱۵۳۳٫۲                                      | ۶۴٫۳۹                                                  | ۲۰۴۱٫۸                                                                |
| مولدووا               | ۷۸۷٫۵                                       | ۳۳٫۰۸                                                  | ۱۰۴۹٫۰                                                                |
| مراکش                 | ۳۵۷٫۳                                       | ۱۵٫۰۱                                                  | ۴۷۶٫۰                                                                 |
| موزامبیک              | ۴۳۵٫۸                                       | ۱۸٫۳۰                                                  | ۵۸۰٫۳                                                                 |
| میانمار               | ۲۷۶٫۵                                       | ۱۱٫۶۱                                                  | ۳۶۸٫۲                                                                 |
| نامیبیا               | ۶۴۰                                         | ۲۶٫۸۸                                                  | ۸۵۲٫۴                                                                 |
| نپال                  | ۳۳۵٫۹                                       | ۱۴٫۱۱                                                  | ۴۴۷٫۴                                                                 |
| هلند                  | ۵۰۱۲٫۲                                      | ۲۱۰٫۵۱                                                 | ۶۶۷۵٫۲                                                                |
| آنتیل هلند            | ۹۱۹۸٫۵                                      | ۳۸۶٫۳۴                                                 | ۱۲۲۵۰٫۸                                                               |
| نیوزیلند              | ۴۳۷۸٫۶                                      | ۱۸۳٫۹۰                                                 | ۵۸۳۱٫۴                                                                |
| نیکاراگوئه            | ۵۹۳٫۸                                       | ۲۴٫۹۴                                                  | ۷۹۰٫۸                                                                 |
| نیجریه                | ۷۷۶٫۹                                       | ۳۲٫۶۳                                                  | ۱۰۳۴٫۷                                                                |
| نروژ                  | ۵۹۳۳٫۶                                      | ۲۴۹٫۲۱                                                 | ۷۹۰۲٫۴                                                                |
| عمان                  | ۴۹۷۵                                        | ۲۰۸٫۹۵                                                 | ۶۶۲۵٫۸                                                                |
| پاکستان               | ۴۵۶٫۷                                       | ۱۹٫۱۸                                                  | ۶۰۸٫۲                                                                 |
| پاناما                | ۸۳۵٫۹                                       | ۳۵٫۱۱                                                  | ۱۱۱۳٫۳                                                                |
| پاراگوئه              | ۶۷۸٫۷                                       | ۲۸٫۵۱                                                  | ۹۰۴٫۰                                                                 |
| پرو                   | ۴۳۱٫۵                                       | ۱۸٫۱۲                                                  | ۵۷۴٫۶                                                                 |
| فیلیپین               | ۱۵۲۴٫۹                                      | ۶۴٫۰۵                                                  | ۲۰۳۱٫۰                                                                |
| لهستان                | ۲۳۶۹٫۷                                      | ۹۹٫۵۳                                                  | ۳۱۵۶٫۱                                                                |
| پرتغال                | ۲۴۸۲                                        | ۱۰۴٫۲۴                                                 | ۳۳۰۵٫۴                                                                |
| قطر                   | ۲۱۳۹۵٫۸                                     | ۸۹۸٫۶۲                                                 | ۲۸۴۹۵٫۱                                                               |
| رومانی                | ۱۷۸۴                                        | ۷۴٫۹۳                                                  | ۲۳۷۶٫۰                                                                |
| روسیه                 | ۴۴۲۳٫۲                                      | ۱۸۵٫۷۷                                                 | ۵۸۹۰٫۷                                                                |
| عربستان سعودی         | ۵۵۸۲٫۲                                      | ۲۳۴٫۴۵                                                 | ۷۴۳۴٫۴                                                                |
| سنگال                 | ۲۳۳٫۲                                       | ۹٫۷۹                                                   | ۳۱۰٫۴                                                                 |
| صربستان و مونته‌نگرو   | ۱۵۳۸٫۸                                      | ۶۴٫۶۳                                                  | ۲۰۴۹٫۴                                                                |
| سنگاپور               | ۵۱۵۸٫۷                                      | ۲۱۶٫۶۷                                                 | ۶۸۷۰٫۶                                                                |
| اسلواکی               | ۳۴۴۸٫۶                                      | ۱۴۴٫۸۴                                                 | ۴۵۹۲٫۸                                                                |
| اسلوونی               | ۳۵۶۱٫۷                                      | ۱۴۹٫۵۹                                                 | ۴۷۴۳٫۵                                                                |
| آفریقای جنوبی         | ۲۵۹۶٫۹                                      | ۱۰۹٫۰۷                                                 | ۳۴۵۸٫۶                                                                |
| اسپانیا               | ۳۲۲۸٫۴                                      | ۱۳۵٫۵۹                                                 | ۴۲۹۹٫۵                                                                |
| سری‌لانکا              | ۴۲۳٫۸                                       | ۱۷٫۸۰                                                  | ۵۶۴٫۴                                                                 |
| سودان                 | ۴۷۵٫۹                                       | ۱۹٫۹۹                                                  | ۶۳۳٫۹                                                                 |
| سوئد                  | ۵۷۶۴٫۸                                      | ۲۴۲٫۱۲                                                 | ۷۶۷۷٫۶                                                                |
| سوئیس                 | ۳۷۱۸٫۶                                      | ۱۵۶٫۱۸                                                 | ۴۹۵۲٫۴                                                                |
| سوریه                 | ۹۸۱٫۷                                       | ۴۱٫۲۳                                                  | ۱۳۰۷٫۴                                                                |
| تاجیکستان             | ۵۰۱٫۲                                       | ۲۱٫۰۵                                                  | ۶۶۷٫۵                                                                 |
| تانزانیا              | ۴۶۴٫۹                                       | ۱۹٫۵۳                                                  | ۶۱۹٫۳                                                                 |
| تایلند                | ۱۴۰۵٫۷                                      | ۵۹٫۰۴                                                  | ۱۸۷۲٫۱                                                                |
| توگو                  | ۴۴۵٫۳                                       | ۱۸٫۷۰                                                  | ۵۹۳٫۰                                                                 |
| ترینیداد و توباگو     | ۸۵۵۵٫۱                                      | ۳۵۹٫۳۱                                                 | ۱۱۳۹۳٫۶                                                               |
| تونس                  | ۸۳۳٫۳                                       | ۳۵٫۰۰                                                  | ۱۱۰۹٫۸                                                                |
| ترکیه                 | ۱۱۰۵٫۸                                      | ۴۶٫۴۴                                                  | ۱۴۷۲٫۶                                                                |
| ترکمنستان             | ۳۶۴۶٫۴                                      | ۱۵۳٫۱۵                                                 | ۴۸۵۶٫۴                                                                |
| اوکراین               | ۲۹۶۸                                        | ۱۲۴٫۶۶                                                 | ۳۹۵۲٫۹                                                                |
| امارات متحده عربی     | ۱۰۵۳۸٫۷                                     | ۴۴۲٫۶۳                                                 | ۱۴۰۳۵٫۷                                                               |
| بریتانیا              | ۳۹۱۸٫۱                                      | ۱۶۴٫۵۶                                                 | ۵۲۱۸٫۲                                                                |
| ایالات متحده آمریکا   | ۷۷۹۴٫۸                                      | ۳۲۷٫۳۸                                                 | ۱۰۳۸۱٫۲                                                               |
| اروگوئه               | ۷۳۷٫۱                                       | ۳۰٫۹۶                                                  | ۹۸۱٫۷                                                                 |
| ازبکستان              | ۲۰۴۳٫۲                                      | ۸۵٫۸۱                                                  | ۲۷۲۱٫۰                                                                |
| ونزوئلا               | ۲۰۵۷                                        | ۸۶٫۳۹                                                  | ۲۷۳۹٫۴                                                                |
| ویتنام                | ۵۳۹٫۴                                       | ۲۲٫۶۵                                                  | ۷۱۸٫۲                                                                 |
| یمن                   | ۲۹۴٫۸                                       | ۱۲٫۳۸                                                  | ۳۹۲٫۶                                                                 |
| زامبیا                | ۶۰۰٫۶                                       | ۲۵٫۲۳                                                  | ۸۰۰٫۰                                                                 |
| زیمبابوه              | ۷۴۳٫۸                                       | ۳۱٫۲۴                                                  | ۹۹۰٫۶                                                                 |